# Кужеловы
Куже́ловы или Кузеловы (осет. Хъужелтæ, Хъуызелтæ) — дигорская фамилия.

## Происхождение
По преданию, некогда в селении Донифарс Дигорского ущелья обосновался выходец из Ассии (Балкария) по имени Кужел. Построив дом и женившись, он дал начало фамилии Кужеловых от своего имени.
У Кужела родился сын Налук, который после смерти родителей перебрался из с. Донифарс в селение Дзинага, и женился на девушке из рода Костановых. От этого брака сыновей у них не было, родились две дочери: одна вышла замуж за Гобаева, другая — за Кадохова. Вскоре Налук был убит, а через какое-то время его вдова второй раз вышла замуж — за Буцо Найфонова. У них родился сын Курман. Мать не разрешила записать ребёнка на фамилию Найфоновых, оставив его у Кужеловых (чтобы не пропал этот род, хотя кровно мальчик никакого отношения к ним не имел). Так продолжился род Кужеловых.

## Генеалогия
Родственной фамилией (осет. æрвадæлтæ) для Кужеловых являются Найфоновы.

## Посемейные списки
| Год  | Инициалы                  | Семья                                             |
| ---- | ------------------------- | ------------------------------------------------- |
| 1863 | Гужелов Иналук            | брат: Эльбуздук                                   |
| 1886 | Кузелов Курман Иналукович | - мать: Гоха (32) - сестры: Госага (12), Нуку (7) |